# Jean Charax
Jean Charax (en grec Ἰωάννης Χάραξ) est un grammairien grec de l'époque byzantine. Il n'est pas antérieur à la seconde moitié du VIe siècle car il cite deux fois Jean Philopon ; il est antérieur à Georges Choiroboscos, qui le cite quatre fois dans ses Scholies sur Théodose, toujours comme une autorité reconnue. C'était un chrétien : Choiroboscos cite son opinion sur l'usage de l'impératif « εἰπόν » dans l'Écriture.
Le patriarche Sophronios d'Alexandrie (841-860) a constitué un recueil de ses Scholies sur Théodose, dédié à l'évêque Jean de Tamiathis. Il s'agit à l'origine d'un matériau de cours, non d'un traité suivi, des cours donnés avec les Canons de Théodose comme texte de référence.
Deux autres ouvrages sont conservés sous son nom : un traité Sur les clitiques (Περὶ ἐγκλινομένων), édité dans Immanuel Bekker, Anecdota græca (III, 1149-55); et un traité Sur l'orthographe (Περὶ ὀρθογραφίας), inédit.